# Attacco 2:1:1
L' Attacco 2:1:1 è un sistema di attacco adottato nel calcio a 5 che consiste nello schierare i quattro giocatori di movimento in modo da formare un triangolo isoscele il cui vertice, individuato dalla congiunzione dei due lati congruenti, sia congiunto ad un punto nel piano disposto su un'ipotetica retta perpendicolare alla base del triangolo isoscele stesso.
Questo modulo di gioco viene considerato molto bilanciato poiché prevede una difesa coperta con due uomini, ma favorisce anche un gioco prevalentemente a uomo, quindi più libero da schemi. Il modulo di gioco permette delle azioni semplici in attacco ed una buona copertura a 3 della difesa. Lo schema inoltre permette un gioco vivace e fantasioso se si hanno due avanzati dotati tecnicamente, oppure un buon interditore al centro, con una buona torre fisica avanti. Risulta utile anche per una squadra fisica, di corridori e difensori, che possono rimanere coperti agendo in contropiede o lanciando un centravanti alto e forte di testa. 

## Principi
In questo sistema la tattica più redditizia è quella attendista, con il giocatore di legame tra difesa e attacco facilitato a far scaturire le ripartenze in campo aperto che avrà gioco facile grazie al poco affollamento nella zona centrale d'attacco. I due dietro possono anche essere lanciati come laterali, sovrapponendosi sulle sponde del centrocampista. In questo caso può risultare utilissimo l'apporto di un buon portiere che ci sa fare con i piedi.
Questo, è il modulo che più facilità un gioco fantasioso e vivace se i due giocatori d'attacco sono in possesso di buone caratteristiche tecniche, oppure favorisce una torre centrale in grado di giocare di sponda e smistare palloni centralmente al rifinitore e alle ali.

## Svantaggi
Il principale svantaggio consiste nella dispendiosità del gioco che "costringe" i giocatori a cambiare continuamente posizione per mantenere costante l'equilibrio tattico.